# خوان آنتونیو ایپینیا
خوان آنتونیو ایپینیا (اسپانیایی: Juan Antonio Ipiña‎؛ ۲۳ اوت ۱۹۱۲ – ۷ سپتامبر ۱۹۷۴) یک بازیکن و مربی فوتبال اهل اسپانیا بود.
از باشگاه‌هایی که کاپیتان سابق رئال مادرید در آن بازی کرده‌است می‌توان به باشگاه فوتبال رئال مادرید، باشگاه فوتبال رئال سوسیداد و باشگاه فوتبال اتلتیکو مادرید اشاره کرد. وی سابقه ۶ بازی در تیم ملی فوتبال اسپانیا را در کارنامه دارد.

## افتخارات

### بازیکن
رئال مادرید
- کوپا دل ژنرالیسیمو: ۱۹۴۶، ۱۹۴۷
- کوپا اوا دوارته: ۱۹۴۶